# Ferrocarril Oeste de Minas (ferrocarril turístico)
Ferrocarril Oeste de Minas es un ferrocarril con 12 km de extensión y ancho de 762mm entre São João del-Rei y Tiradentes, Minas Gerais. El ferrocarril es preservado por el Instituto de Patrimonio Histórico y Artístico Nacional desde 1989.

## Historia
La ruta original fue construida en 1881, por la Ferrocarril Oeste de Minas, para ayudar en la colonización del Oeste de Minas Gerais. La línea de un ancho de 762mm unía Antônio Carlos a Barra do Paraopeba, Minas Gerais. El Ferrocarril Centro Atlántica opera el tramo Aureliano Mourão-Divinópolis, ampliada a ancho métrico en 1960. El resto de la línea fue abandonada y retirada en 1983.
La línea de São João del-Rei a Tiradentes, no obstante, fue operada de forma continua desde 1881, aunque ahora sea una línea turística y de patrimonio histórico transportando pasajeros, y es uno de los pocos lugares en Brasil, que vivió el uso continuo de locomotoras a vapor. En 1983, la Línea de la Barra do Paraopeba, como era llamada, fue abandonada y se formó la EFOM.

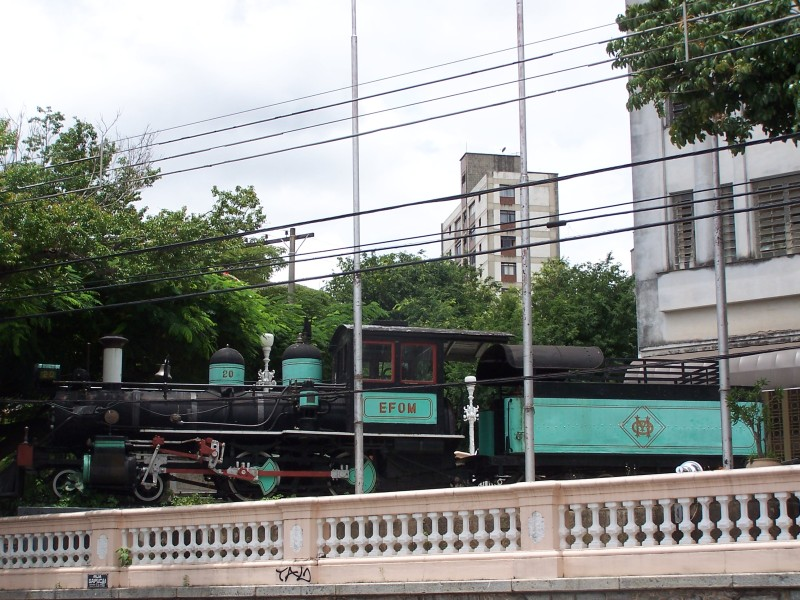
EFOM nº 20 en Belo Horizonte (preparada para regresar a São João del-Rei).

La línea fue inaugurada con la presencia del Emperador Don Pedro II, el 28 de agosto de 1881. Era el comienzo de la línea que entonces unía Sitio (hoy Antônio Carlos), en el Ferrocarril Don Pedro II (posteriormente Central de Brasil), a São João del-Rei.
El nombre EFOM fue retomado a finales de la década de 1970 para fines turísticos en las vías de ancho de 762mm. El más famoso hoy de los tramos de este ferrocarril es el que se mantiene, en ancho de 762mm, en la unión entre São João del-Rei y Tiradentes, pasando por la estación de Chagas Dória y por la parada de la Casa de Pedra. A comienzos de los años 80, el resto de la línea fue suprimida, siendo este tramo preservado como resultado de la presión de la sociedad civil que surgió de las entidades integradas en la Asociación Brasileña de Preservación Ferroviaria (ABPF). Desde entonces los 12 kilómetros de vía férrea que separan las dos ciudades históricas mineras funcionan con un carácter turístico.

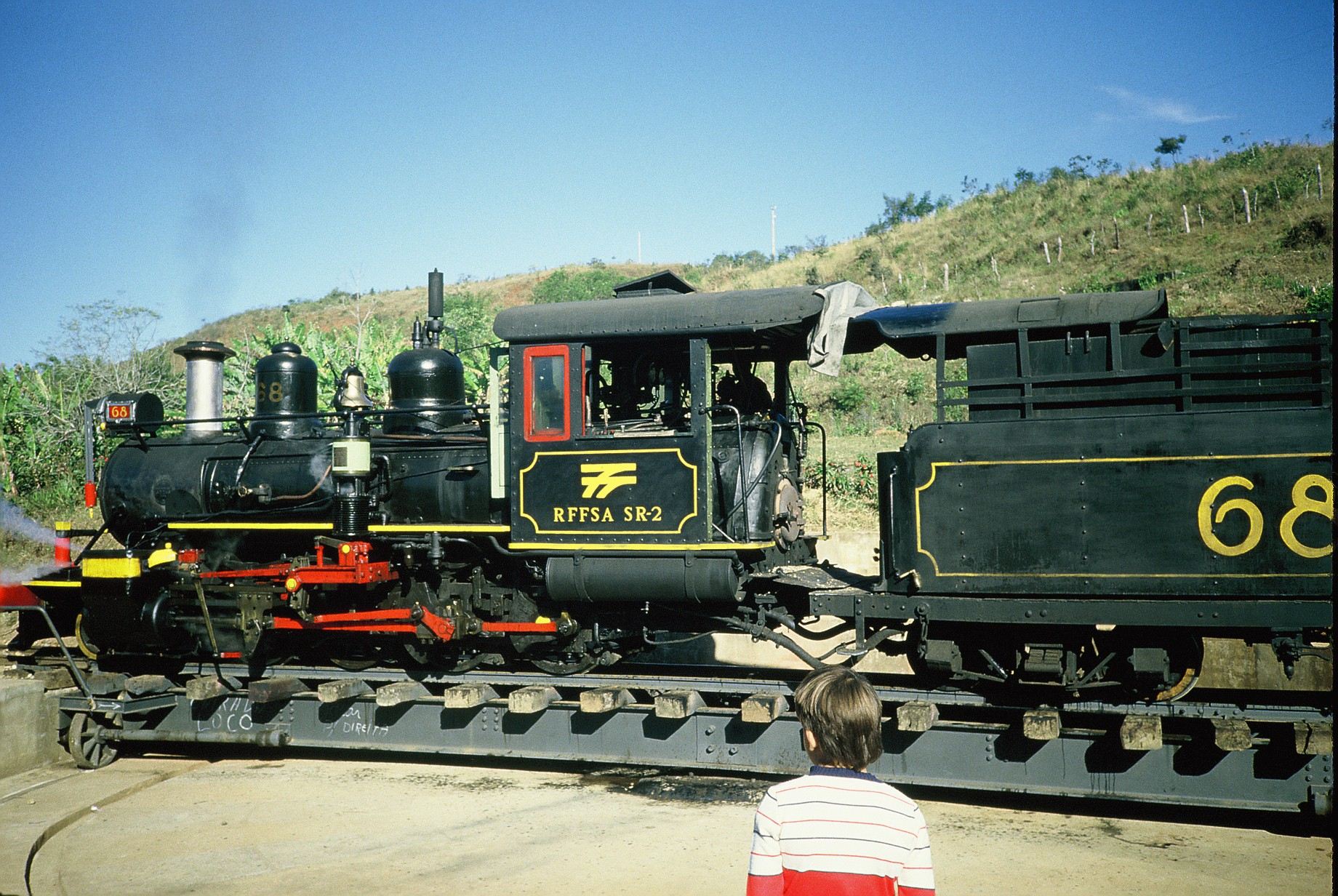
EFOM nº 68 en la rotonda de Tiradentes.

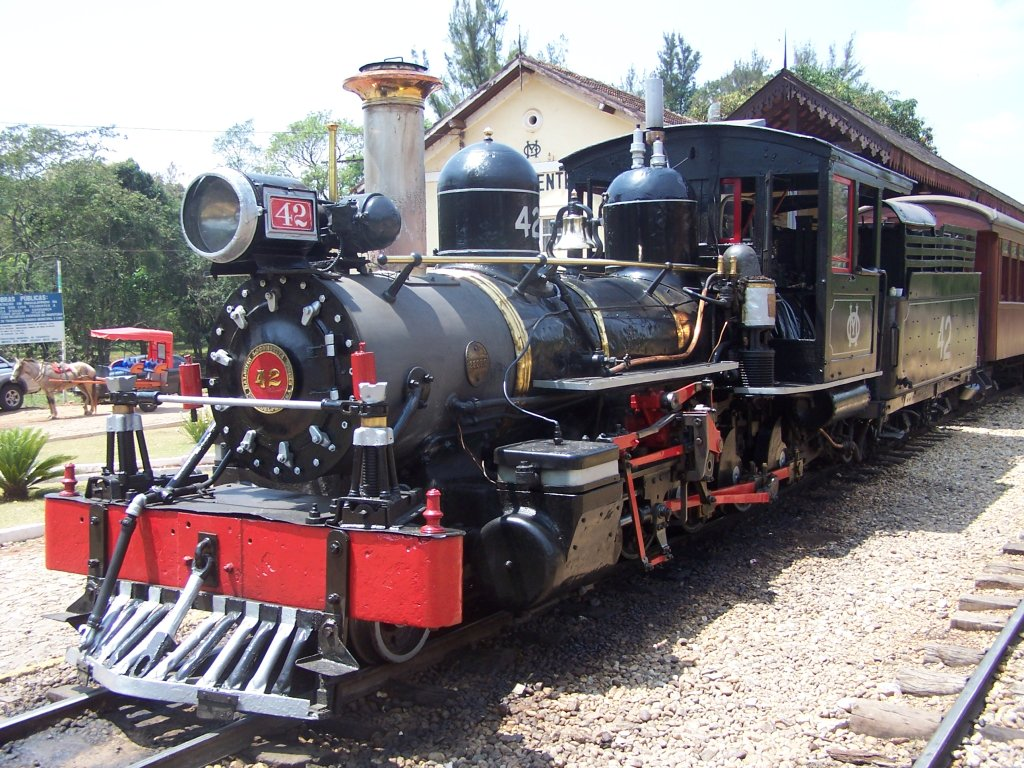
La popular "Maria-Fumaça". EFOM nº 42 en la Estación de Tiradentes.

## Operación
Actualmente el Ferrocarril Centro-Atlântica opera la línea, donde circulan cuatro locomotoras a vapor con fines turísticos-culturales, siendo estas las: EFOM nº 22, EFOM nº 41, EFOM nº 42 y EFOM nº 68. La EFOM nº 58 está a la espera de que sea iniciada su restauración. Las locomotoras EFOM nº 21 y EFOM nº 60 se encuentran expuestas en la estación de São João del-Rei y la locomotora EFOM nº 20 se encuentra en Belo Horizonte. La Asociación São-Joanense de Preservación y Estudios Ferroviarios, el Instituto Histórico y Geográfico de São João del-Rei y la Sociedad de Amigos de la Biblioteca Baptista Caetano de Almeida exigieron al IPHAN el retorno de esta locomotora y del carro A-1 a la ciudad.

## Museo
Junto a la estación se encuentra el Museo Ferroviario, inaugurado en 1981, año del centenario del Ferrocarril Oeste de Minas. El museo reúne equipamientos, obras, paneles didácticos y fotografías que cuentan la historia del ferrocarril en Brasil y en la región. Además de esto, están expuestas la EFOM nº 1, primera locomotora del ferrocarril y un vagón de lujo utilizado para el uso de la administración, construido en las oficinas de la EFOM en 1912. En el Anexo de la rotonda están expuestas una colección de siete locomotoras a vapor Baldwin de ancho de 762mm, siendo estas la:EFOM nº 37, EFOM nº 38, EFOM nº 40, EFOM nº 43, EFOM nº 55, EFOM nº 62 y EFOM nº 69; tres de ancho de 1000 mm, oriundas de la Red Minera de Tráfico; una locomotora eléctrica de ancho de 1000 mm; además de coches y vagones de carga.
En São João del-Rei, anexo a la estación también existe una gran rotonda y oficinas de mantenimiento.
Por la riqueza de materiales, el Complejo Ferroviario del Ferrocarril Oeste de Minas es uno de los mayores de Brasil.